# Ubang
L'ubang (autonyme : ùbâŋ) est une langue bendi parlée au Nigeria.

## Utilisation
L'ubang est parlé par environ 11 100 personnes de tous âges en 2013, principalement dans la zone de gouvernement local d'Obudu de l'État de Cross River au Nigeria. Beaucoup de ses locuteurs utilisent également l'alege et l'ukpe-bayobiri et certains le bete-bendi, et il est utilisé comme langue seconde par les locuteurs de l'alege et de l'ukpe-bayobiri.

## Caractéristiques
L'ubang fait partie des langues bendi, un groupe de langues nigéro-congolaises, qui ont été classées parmi les langues cross river (c'est encore le cas pour Ethnologue), mais pour Roger Blench (en) et d'autres linguistes, elles font plutôt partie des langues bantoïdes méridionales (Glottolog reprend cette classification).
Il possède une similarité lexicale de 60 à 64 % avec l'ukpe-bayobiri, de 53 à 58 % avec l'alege et de 30  à   31 % avec le bete-bendi.
Il existe deux sous-variétés, l'une pour les hommes et l'autre pour les femmes.